# موستانغ (فلم)
موستانغ هو فيلم دراما تركي مرشح للحصول على جائزة اوسكار لأفضل فيلم لعام 2015. تم إنتاجه في فرنسا وألمانيا وصدر في سنة 2015.

## القصة
في إحدى القرى الواقعة في شمال تركيا، تسير حياة (لالي) وشقيقاتها بشكل سلس بين المدرسة والمنزل، كما يقومون باللعب مع عدد من الأولاد، لكن ما لم يكن بالحسبان أن لعبهم سيثير مشكلة كبرى ستؤدي بهم إلى عواقب وخيمة، ويتحول منزلهم إلى سجن كبير ويخطط أهلهم لزواجهم، مما يدفع الشقيقات الخمس للالتفاف حول كافة القيود المفروضة عليهن.

## الممثلون
- ايليت اسكان بدور ايسي.

## وصلات خارجية
- مقالات تستعمل روابط فنية بلا صلة مع ويكي بيانات